# 藤原奨太
藤原 奨太（ふじわら しょうた、1998年7月14日 - ）は、日本の男子バレーボール選手である。

## 来歴
北海道白糠郡出身。いとこの影響で小学4年生からバレーボールを始める。
駿台学園高等学校、日本体育大学を経て、2020-21シーズン、V.LEAGUE DIVISION1 MEN（V1男子）に所属する大分三好ヴァイセアドラーの内定選手となった。
2021年、大学卒業後に、大分三好ヴァイセアドラーに入団した。入団してすぐ、V・チャレンジマッチに出場し、チームのV1残留に貢献した。入団1シーズン目の2021-22シーズン、V1の試合に出場しV1リーグ戦でもデビューを果たした。
2023年、2022-23シーズン終了をもって大分三好ヴァイセアドラーを退団し、VC長野トライデンツに移籍した。

## 人物
- VC長野ではTPR株式会社に所属している[5]。

## 所属チーム
- 駿台学園高等学校（2014-2017年）
- 日本体育大学（2017-2021年）
- 大分三好ヴァイセアドラー（2021-2023年）
- VC長野トライデンツ（2023年-）